# Jacques Bonsergent (Métro Paris)

Stationsschild und Gedenktafel für Jacques Bonsergent am Bahnsteig

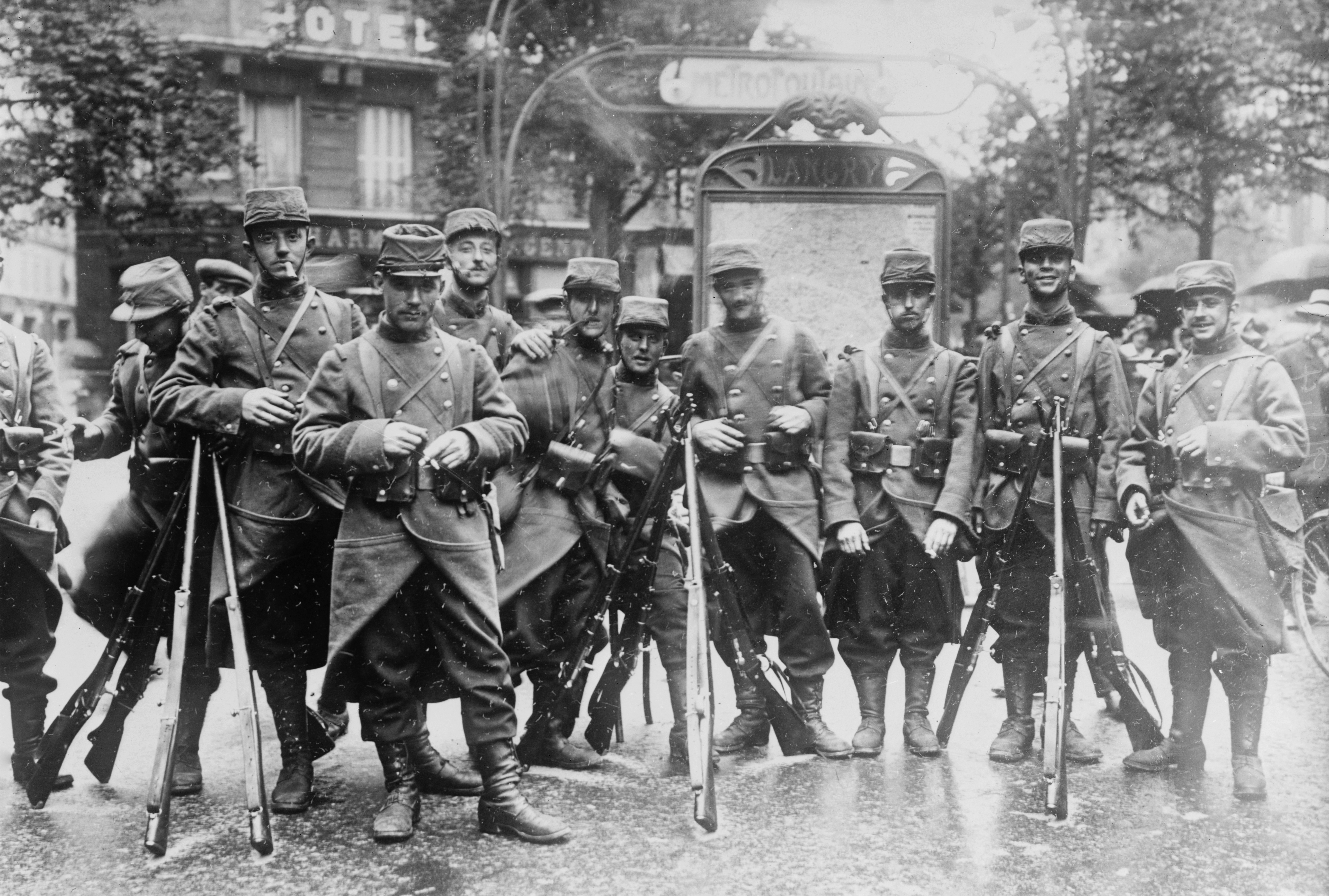
Soldaten vor dem östlichen Zugang der Station Lancry, der zur Zeit des Ersten Weltkriegs noch das von Hector Guimard entworfene Art-nouveau-Dekor aufwies

Jacques Bonsergent [ʒak bɔ̃sɛʁʒɑ̃] ist eine unterirdische Station der Linie 5 der Pariser Métro.

## Lage
Der U-Bahnhof befindet sich im Quartier de la Porte-Saint-Martin des 10. Arrondissements von Paris. Er liegt längs unter dem Boulevard de Magenta in Höhe der Place Jacques-Bonsergent.

## Stationsnamen
Bei der Eröffnung trug die Station den Namen „Lancry“ nach der Rue de Lancry, die dort den Boulevard de Magenta kreuzt. Lancry war der Nachname des Grundbesitzers, auf dessen Gelände 1777 die Straße eröffnet wurde.
Seit dem 10. Februar 1946 heißt der U-Bahnhof „Jacques Bonsergent“ nach dem neugeschaffenen Platz Place Jacques-Bonsergent. Der 1912 geborene Ingenieur Jacques Bonsergent war der erste Pariser Zivilist, der während des Zweiten Weltkriegs von den Deutschen – am 23. Dezember 1940 – hingerichtet wurde. Seine Wohnung befand sich in der Nähe des Platzes am Boulevard Magenta.

## Geschichte und Beschreibung
Am 17. Dezember 1906 wurde die Linie 5 von Place Mazas (seit 1916: Quai de la Rapée) bis zur Station Lancry verlängert. Bis zum 15. November 1907 war Lancry vorübergehend Endstation, an jenem Tag ging die Verlängerung der Linie 5 bis Gare du Nord in Betrieb.
Die Station liegt unter einem elliptischen Deckengewölbe, sie hat gekrümmte, weiß geflieste Seitenwände und Seitenbahnsteige an zwei Streckengleisen. Sie wurde von der Bahngesellschaft CMP errichtet und ist 75 m lang. Es existieren zwei Zugänge, die beiderseits des Boulevard de Magenta nördlich dessen Kreuzung mit der Rue de Lancry liegen. Den westlichen markiert ein von Adolphe Dervaux im Stil des Art déco entworfener Kandelaber, das von Hector Guimard entworfene Art-nouveau-Dekor des östlichen wich einem Mast mit einem gelben „M“ in einem Doppelkreis.

## Fahrzeuge
Die Sprague-Thomson-Züge auf der Linie 5 wurden ab 1978 durch Fahrzeuge der Baureihe MF 67 ersetzt, denen ab 2011 MF 01-Züge folgten.

## Weitere Verkehrsanbindungen
Tagsüber halten die Busse der RATP-Linien 56 und 91. Nach Mitternacht wird die Station von den Ringlinien N01 und N02 der Nachtbusse des Noctilien-Netzes bedient.

## Umgebung

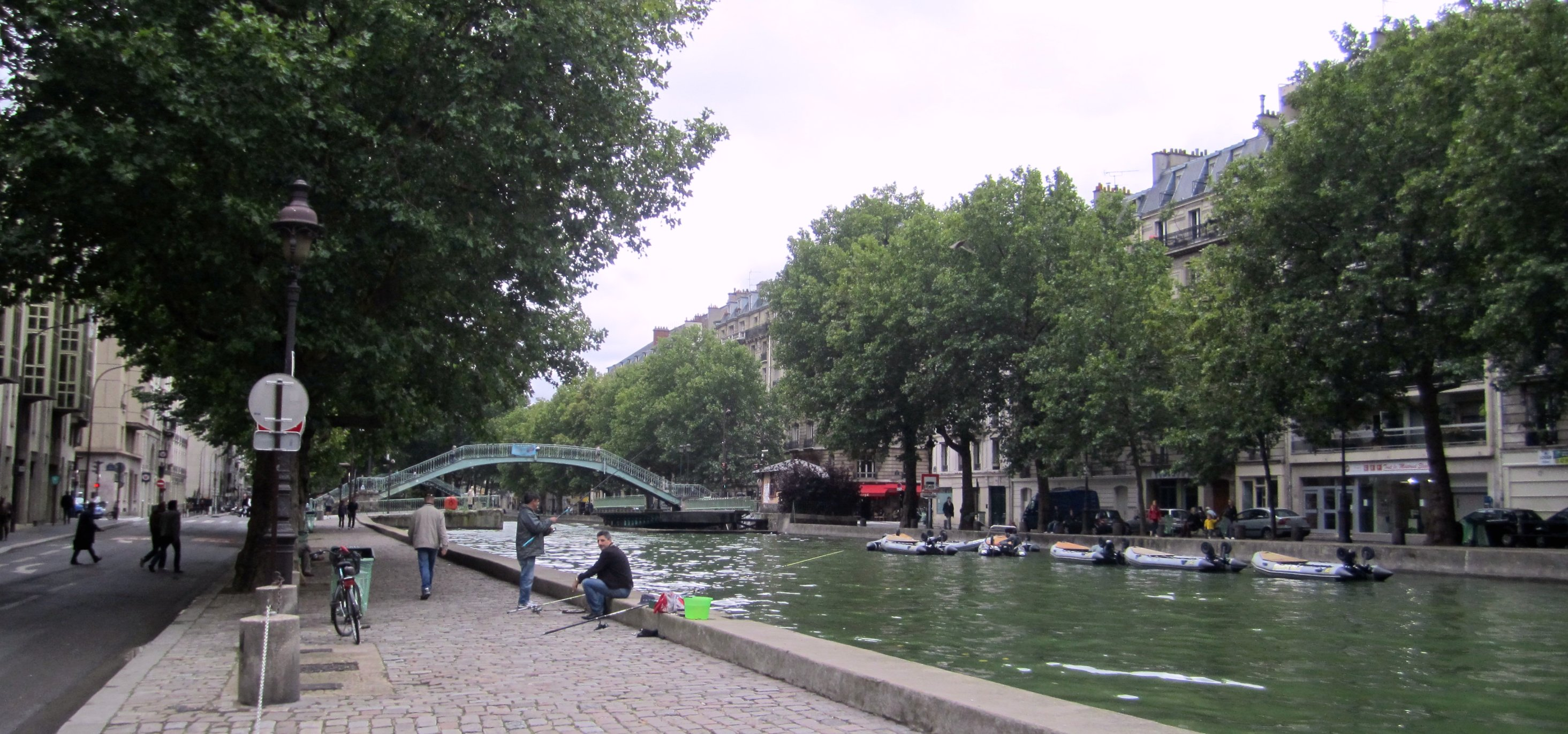
Canal Saint-Martin

- Canal Saint-Martin